# Kraina Mazowiecko-Podlaska
Kraina Mazowiecko-Podlaska – jednostka podziału kraju stosowana w leśnictwie położona we wschodniej części Nizin Środkowopolskich, obejmując swym zasięgiem głównie Nizinę Mazowiecką. Jest to najbardziej równinna ze wszystkich krain przyrodniczo-leśnych.
Jest to kraina o najniższej lesistości wynoszącej ok. 19%.
Klimat krainy należy do typu klimatu Krainy Wielkich Dolin z wyraźnymi wpływami klimatu kontynentalnego, charakteryzującego się ciepłymi latami i surowymi zimami.
Kraina Mazowiecko-Podlaska leży w zasięgu zlodowacenia środkowopolskiego, a jej część południowo-wschodnia wchodzi w zasięg zlodowacenia południowopolskiego. W krainie tej przeważają gleby piaszczyste i piaski gliniaste, a w dorzeczach Bugu i Narwi znajdują się gleby aluwialne i obszary bagniste.
Spośród siedlisk leśnych przeważają bory, których łączny udział wynosi ok. 78% z czego na bór świeży przypada ok. 47%, na bór mieszany świeży ok. 16% i na bór suchy ok. 12%. Lasy liściaste są rzadko spotykane, a ich udział ogranicza się do siedlisk wilgotnych, podmokłych, położonych w dolinach rzek.
W składzie gatunkowym drzewostanów dominuje sosna z domieszką brzozy i dębu, a na stanowiskach podmokłych z domieszką olszy i jesionu. W krainie tej nie występuje buk i w zasadzie także świerk oraz jodła.
Kraina Mazowiecko-Podlaska dzieli się na 7 dzielnic:
1. Dzielnica Równiny Kurpiowskiej
2. Dzielnica Niziny Mazowiecko-Podlaskiej
3. Dzielnica Wysoczyzny Kalisko-Łódzkiej
4. Dzielnica Wysoczyzny Rawskiej
5. Dzielnica Wysoczyzny Siedlecko-Łukowskiej
6. Dzielnica Polesia Lubelskiego
7. Dzielnica Wyżyny Wschodniolubelskiej